# Meitneri
El meitneri és un element químic sintètic el símbol del qual és Mt i el seu nombre atòmic és 109. Forma part del 7è període de la taula periòdica i del grup 9. És un metall de transició. Cap dels seus isòtops té un període de semidesintegració superior a 8 s i es desintegra per emissió de partícules alfa en nuclis de bohri. El seu nom fa honor a la física austríaca Lise Meitner, codescobridora de la fissió nuclear, essent l'únic element químic amb un nom en honor d'una dona científica.

## Història

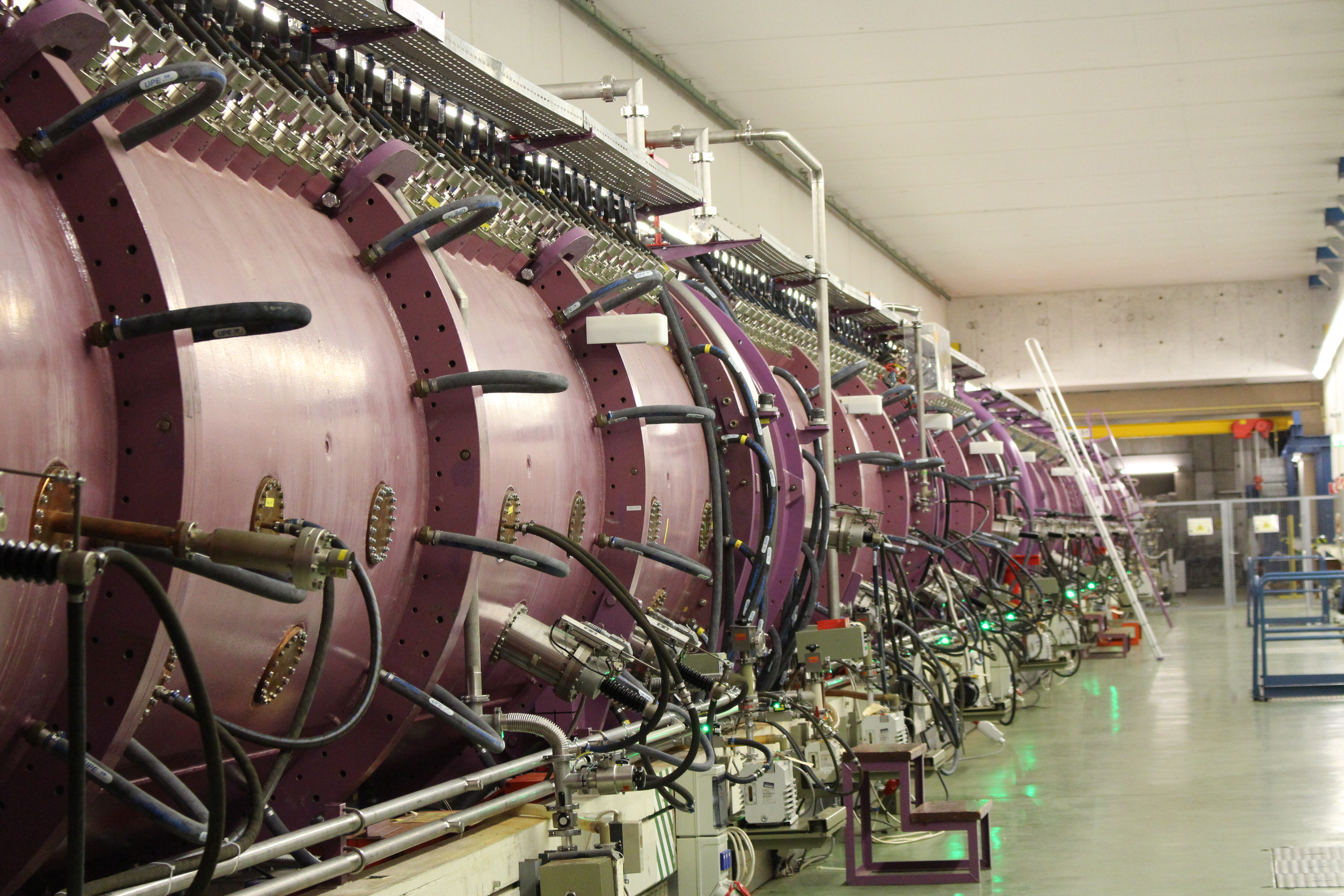
Accelerador d'ions del GSI

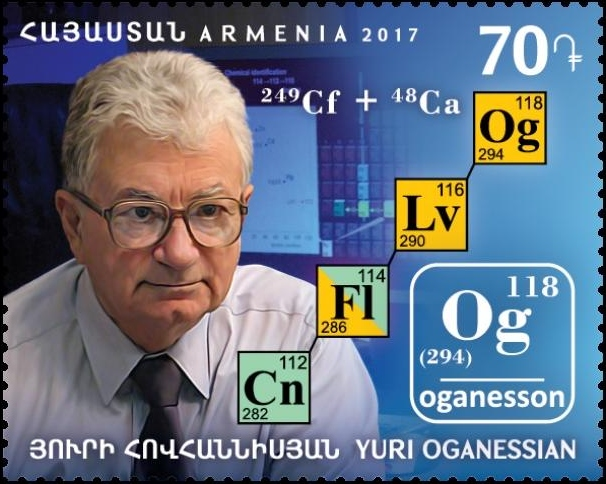
Iuri Oganessian amb la cadena de desintegració de l'oganessó 294, anomenat en el seu honor, en un segell d'Armènia.

El meitneri fou obtingut de manera artificial el 29 d'agost de 1982, per bombardeig (amb energia d'excitació del sistema d'11,1 MeV) de capes primes de bismut 209 durant 250 hores amb 7 × 1017 nuclis accelerats de ferro 58 mitjançant fusió nuclear en un accelerador lineal al laboratori de la Societat per a la Investigació en Ions Pesants (GSI) de Darmstadt, aleshores Alemanya Occidental. L'equip de recerca que l'aconseguí sintetitzar i identificar estava dirigit per Gottfried Münzenberg (1940-) i Peter Armbruster (1931-) i inicialment produïren el núclid meitneri 267 que, als 10–14 s es desintegrà en meitneri 266 i un neutró segons l'equació nuclear:
{\displaystyle {\ce {^209_83Bi + ^58_26Fe -> ^267_109Mt -> ^266_109Mt + ^1_0n}}}

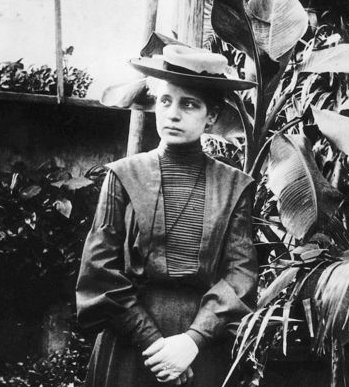
Lise Meitner circa 1900

La identificació fou a partir de la desintegració del núclid meitneri 266 en bohri 262 i la detecció de l'emissió d'una partícula α als 5,0 ms segons l'equació:
{\displaystyle {\ce {^266_109Mt -> ^262_107Bh + ^4_2He}}}
Només uns pocs àtoms de meitneri es produeixen en cada experiment, i es desintegren ràpidament emetent partícules α. Els experiments desenvolupats per aquests científics no sols van possibilitar la troballa de nous elements químics, sinó també la viabilitat de la fusió per a crear nous nuclis pesants. Aquest descobriment fou confirmat el 1984 per Iuri Oganessian (1933-) i el seu equip amb una dosi d'irradiació 10 vegades major a l'Institut de Recerca Nuclear de Dubnà, aleshores a la Unió Soviètica.
El meitneri rep el seu nom en honor de Lise Meitner (1878-1968), física nuclear austríaca. Meitner formà part de l'equip que descobrí la fissió nuclear, però ni ella ni Otto Frisch (1904-1979) compartiren el Premi Nobel de Química de 1944 que s'atorgà exclusivament a Otto Hahn (1879-1968).
 Aquest fet es considera un dels més evidents exemples d'injustícia realitzats pel comitè del Nobel. En la dècada de 1990 s'obriren els registres del comitè que decidí el premi, i a la llum de la informació que proporcionaren, s'ha intentat reparar: Meitner ha rebut molts honors pòstums, entre ells el nomenament de l'element químic 109 com meitneri. És l'únic element químic que honra a una dona científica, perquè el curi es diu així pel matrimoni Pierre i Marie Curie.

## Propietats
| Grup    | 9      |
| Període |        |
| 4       | 27 Co  |
| 5       | 45 Rh  |
| 6       | 77 Ir  |
| 7       | 109 Mt |
|         |        |

El meitneri està situat en la posició de la taula periòdica 109, període 7 dels elements de transició —entre el hassi i el darmstadti— i en el grup 9 sota l'iridi. Es classifica com a metall del grup del platí, i a temperatura ambient és, presumptament, sòlid d'aspecte metàl·lic argentat blanc o gris. És molt inestable i radioactiu, la seva producció és molt escassa i només s'utilitza per a finalitats de recerca. Els efectes tant per a la salut com en l'ambient no s'han estudiat en ser molt inestable, i les seves propietats químiques són estimades sobre la base de la química de l'iridi. Pot reaccionar amb halògens, aire, aigua, oxigen, àcids i bases, i un dels pocs compostos que s'ha sintetitzat és el fluorur de meitneri(VI) {\displaystyle {\ce {MtF6}}}, homòleg al {\displaystyle {\ce {IrF6}}}.

## Isòtops
Actualment, es coneixen 15 isòtops (2 no confirmats) del meitneri, que van des del de nombre màssic 265 al 279 sent el {\displaystyle {\ce {^278Mt}}} el més estable, amb un període de semidesintegració t1/2 de 7,6 s, i els seus períodes de semidesintegració es troben en el rang de mil·lisegons a segons. Tots els isòtops decauen a isòtops de bohri mitjançant la producció de partícules α.
Els isòtops del meitneri s'han produït en diversos laboratoris de tot el món i han estat detectats en la descomposició dels elements pesants com el roentgeni, nihoni, moscovi i tennes. La majoria dels isòtops coneguts del meitneri no han estat sintetitzats, sinó que apareixen en les cadenes de desintegració d'elements amb nombres atòmics superiors i imparells. Aquests elements són extremadament inestables i es van desintegrant per emissió de partícules α, una rere l'altra, produint tot un seguit d'isòtops d'elements de nombres atòmics inferiors. Per exemple, l'element amb nombre atòmic més alt imparell que s'ha sintetitzat és el tennes (Z = 117), l'isòtop tennes 292 es desintegra segons les següents reaccions que passen pel meitneri 276:
{\displaystyle {\ce {^{292}_{117}Ts\xrightarrow {-\alpha } \,_{115}^{288}Mc\xrightarrow {-\alpha } \,_{113}^{284}Nh\xrightarrow {-\alpha } \,_{111}^{280}Rg\xrightarrow {-\alpha } \,_{109}^{276}Mt\xrightarrow {-\alpha } ...}}}
El no confirmat 282Mt és encara més pesat i sembla tenir una vida mitjana més llarga, de 67 segons. Els isòtops 276Mt i 274Mt tenen vides mitjanes de 0,62 i 0,64 segons respectivament. Els cinc isòtops restants tenen vides mitjanes d'entre 1 i 20 mil·lisegons.
Es va observar que l'isòtop 277Mt, creat com a producte de desintegració final del 293Ts per primera vegada el 2012, patia una fissió espontània amb una semivida de 5 mil·lisegons. L'anàlisi preliminar de les dades va considerar la possibilitat que aquest succés de fissió procedís del 277Hs, ja que també té una semivida de pocs mil·lisegons, i podria estar poblat després d'una captura d'electrons no detectada en algun punt de la cadena de desintegració. Aquesta possibilitat es va considerar més tard molt improbable basant-se en les energies de desintegració observades de 281Ds i 281Rg i a la curta vida mitjana de 277Mt, per bé que encara hi ha una certa incertesa sobre l'assignació. En qualsevol cas, la ràpida fissió de 277Mt i 277Hs suggereix fortament l‟existència d‟una regió d‟inestabilitat per als nuclis superpesants amb N = 168-170. L'existència d'aquesta regió, caracteritzada per la ràpida fissió de 277Mt i 277Hs, és un indici de l'existència d‟una regió d'inestabilitat per als nuclis superpesants amb N = 168-170. L'existència d'aquesta regió, caracteritzada per una disminució de l'alçada de la barrera de fissió entre el tancament deformat de l'embolcall a N = 162 i el tancament esfèric de l'embolcall a N = 184, és coherent amb els models teòrics.